# Marie Manrique de Lara y Mendoza mladší
Marie Manrique de Lara y Mendoza mladší, též Anna Marie Manrique de Mendoza či Anna Marie Pernštejnská de Mendoza (kolem 1570? Vídeň – nejpozději v roce 1636?) byla rakouská a česká šlechtična ze španělského rodu Manrique de Lara. Ve svém pražském paláci vedla tzv. pernštejnský salon.  

## Život
Narodila se ve Vídni jako jediná dcera dvořana u císařského dvora, Juana Manrique de Lara a jeho manželky Dorothey Colonnové z Felsu.

### Manželství a společenský život
Dne 3. února 1587 se ve Vídni provdala za přímého bratrance, Jana V. z Pernštejna. Pro povolení jejich svatby byl vydán z důvodů blízké pokrevní příbuznosti papežský dispens. Janovi byla věrnou manželkou a porodila mu 4 děti: Annu (1590–1646), Jana Vratislava Eusebia (1594 – 26. 6. 1631), Marii Frebonii Eufobii (1596 – 6. 2. 1646) a Evu z Pernštejna (* 1597).
Po smrti svého manžela žila v Pernštejnském, dnešním Lobkovickém paláci na Pražském hradě, a spolu se svou tchyní (zároveň vlastní tetou) Marií Manrique de Lara y Mendoza, vdovou po Vratislavovi II. z Pernštejna a jejími dcerami vytvářela tzv. pernštejnský salon. V něm bylo po španělském vyslanectví druhé nejvýznamnější centrum španělské a tedy i katolické politiky na císařském dvoře v Praze. Scházela se zde nejen česká katolická šlechta, ale i španělský vyslanec (nejprve Guillen de San Clemente a později Baltasar de Zúñiga) se svou suitou, představitelé císařského dvora a významní zahraniční návštěvníci. Kromě politiky byl pernštejnský salon také centrem kultury a milostných dobrodružství. O ta se přičiňovala právě Anna Marie Manrique, která se stala milenkou např. Karla I. z Lichtenštejna, kardinála Alexadra z Este a francouzského kavalíra Pierra Bergerona. K ukončení některých afér musel zasáhnout svou mocí sám císař Rudolf II.
V roce 1606 se podruhé provdala za Bruna III. z Mansfeldu, se kterým dále žila ve Vídni, a kterému porodila dceru Marii Annu Františku.

### Závěr života a odkaz
Mnohé informace o Anně Marii neznáme - přesná životní data či místo pohřbení. Zemřela však nejpozději na jaře 1636, jelikož v té době je doložen druhý sňatek Bruna III. z Mansfeldu. 
Za místo pohřbení je považován kostel Svaté Trojice na Dobříši. Tento kostel však byl v roce 1639 zdevastován švédským vojskem. Obnoven byl až v roce 1688 Františkem Maxmiliánem z Mansfeldu. Nově byl kostel vysvěcen na kostel Povýšení svatého Kříže. První Mansfeldská hrobka v tomto kostele je však doložena až po přestavbě kostela v roce 1688. Je tak možné, že Anna Marie byla pohřbena v některém z vídeňských kostelů, neboť ve Vídni se svým druhým manželem prokazatelně dlouhodobě pobývala.
Hrabě František Antonín z Losensteinu, olomoucký biskup-koadjuktor, byl její vnuk.       

### Odkaz v kultuře
- konverzační komorní drama Španělé v Praze, kde ji ztvárnila Hana Maciuchová